# Witalis Ludwiczak

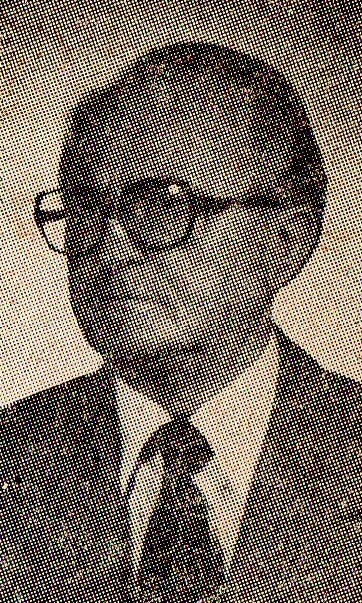
Witalis Ludwiczak

Witalis Ludwiczak (* 20. April 1910 in Posen, Preußen, Deutsches Reich; † 19. Juni 1988 in Poznań, Polen) war ein polnischer Eishockeyspieler und -trainer sowie Ruderer und Hochschullehrer.

## Karriere
Witalis Ludwiczak studierte Rechtswissenschaft in Poznań. Mit der Eishockeymannschaft AZS Posen gewann er in der Saison 1933/34 den polnischen Meistertitel. Im Rudern wurde er 1933 Polnischer Meister im Vierer ohne Steuermann. Während des Zweiten Weltkriegs befand er sich in deutscher Kriegsgefangenschaft im Offizierslager II C in Woldenberg. Im Jahr 1955 war er als Trainer der polnischen Eishockeynationalmannschaft tätig. Nach seiner Sportlerkarriere lehrte er als Hochschullehrer Privatrecht an der Adam-Mickiewicz-Universität Posen. In dieser Funktion verfasste er mehr als 60 Veröffentlichungen zum Thema Recht.

### International
Für die polnische Eishockeynationalmannschaft nahm Ludwiczak an den Olympischen Winterspielen 1932 in Lake Placid und 1936 in Garmisch-Partenkirchen teil. Zudem stand er im Aufgebot seines Landes bei den Weltmeisterschaften 1933, 1935, 1937, 1938 und 1939. Insgesamt bestritt er 47 Länderspiele von 1931 bis 1939 für Polen und erzielte dabei drei Tore.

## Erfolge und Auszeichnungen
- 1934 Polnischer Meister mit AZS Posen